# 臼井田干拓
臼井田干拓（うすいだかんたく）は、千葉県佐倉市の大字。2017年10月31日現在の人口は0人。郵便番号285-0000。

## 地理
北は印西市師戸干拓、北東飯野干拓、東は飯野、南は臼井田、西は臼井台干拓に隣接している。

## 小・中学校の学区
市立小・中学校に通う場合、学区は以下の通りとなる。
| 地域 | 小学校             | 中学校               |
| ---- | ------------------ | -------------------- |
| 全域 | 佐倉市立臼井小学校 | 佐倉市立臼井西中学校 |

## 施設
- 臼井観測所
- 臼井第2機場